# Григоровка (Барвенковский район)
Григоровка (укр. Григорівка) — село,
Григоровский сельский совет,
Изюмский район,
Харьковская область, Украина.
Код КОАТУУ — 6320481801. Население по данным 2020 г. составляет 353 человека.
Административный центр Григоровского сельского совета, в который, кроме того, входят села
Малолетки,
Николаевка,
Петровка и
Погоновка.

## Географическое положение
Село Григоровка находится в 6 км от г. Барвенково.
В 1,5 км железнодорожная станция Григоровка, на западе в 1 км село Петровка.
Автомобильная дорога Т-2113.

## Экономика
- молочно-товарная ферма.
- аграрные предприятия.
- ремонтно-тракторная бригада.

## Культура
- Школа
- клуб
- библиотека

## Известные люди
В селе родился Герой Советского Союза Семён Мильченко.